# Bancourt British Cemetery
Bancourt British Cemetery is een Britse militaire begraafplaats met gesneuvelden uit de Eerste Wereldoorlog. Ze is gelegen in het Franse dorp Bancourt (Pas-de-Calais) op 800 m ten oosten van het dorpscentrum (Église Saint-Rémi).  De begraafplaats werd ontworpen door Edwin Lutyens en heeft een lang rechthoekig grondplan met achteraan licht gebogen hoeken aan de korte zijde. Het terrein heeft een oppervlakte van 7.401 m² en wordt aan drie zijden omgeven door een lage bakstenen muur. Aan de straatkant wordt ze begrensd door een korte haag en elf paaltjes verbonden door een metalen ketting. Twee open gebouwen met rondboogvormige doorgangen, een zadeldak en vier zuilen vormen de toegang tot de begraafplaats. Onmiddellijk na de ingang bevindt zich de Stone of Remembrance en achteraan staat het Cross of Sacrifice. De graven liggen verdeeld in twaalf regelmatige perken. De begraafplaats wordt onderhouden door de Commonwealth War Graves Commission.
Er liggen 2.480 doden begraven waaronder 1.462 niet geïdentificeerde. Drieënveertig slachtoffers worden herdacht met een Special Memorial omdat hun graven niet meer gelokaliseerd konden worden en men aanneemt dat ze zich onder de naamloze graven bevinden. Een slachtoffer dat oorspronkelijk in Bapaume Reservoir German Cemetery begraven werd wordt ook herdacht met een Special Memorial waarop zijn oorspronkelijke begraafplaats vermeld wordt.
Recht tegenover de begraafplaats ligt de gemeentelijke begraafplaats van Bancourt. Daar liggen ook 8 gesneuvelden uit de Eerste Wereldoorlog.

## Geschiedenis
In maart 1917 werd Bancourt veroverd door de Commonwealth-troepen maar een jaar later opnieuw uit handen gegeven tijdens het Duitse lenteoffensief in maart 1918. Op 30 augustus werd het dorp heroverd door de Nieuw-Zeelandse divisie (in het bijzonder het 2nd Auckland-batallion). De begraafplaats werd door hen gestart in september 1918. De oorspronkelijke begraafplaats omvat nu het perk I, Rijen A en B. De andere graven werden na de wapenstilstand overgebracht vanuit de slagvelden ten oosten en ten zuiden van Bancourt en andere geallieerde en Duitse begraafplaatsen, waaronder: Bapaume Reservoir German Cemetery in Bapaume, Bapaume Road Cemetery in Beaulencourt, Beaulencourt Road Cemeteries, drie in getal, en  Cloudy Trench Cemetery in Gueudecourt (de vijf laatstgenoemden werden in april 1917 aangelegd door de 5th Australian Division), Fremicourt Communal Cemetery Extension in Frémicourt en Sunken Road Cemetery in Lesbœufs.
Onder de geïdentificeerde doden zijn er 659 Britten, 161 Australiërs, 171 Nieuw-Zeelanders en 11 Canadezen begraven.

## Graven

### Onderscheiden militairen
- David Jones, sergeant bij de The King's (Liverpool Regiment) werd onderscheiden met het Victoria Cross (VC).
- de kapiteins Bernard Gordon Beveridge, James John Donnelly en Eyre Bolton Delmege, de luitenants A.C. Small, Thomas Alexander Crozier, W. Davies Featherstone en Herbert Gordon Thorpe en de onderluitenant Harold Hay Robertson werden onderscheiden met het Military Cross (MC).
- de onderluitenants Joseph McCreanor en James Albert Taylor, sergeant John Waterhouse en de korporaals George Charles Ford en Ehe Voak ontvingen de Distinguished Conduct Medal (DCM).
- er liggen nog 18 militairen die de Military Medal (MM) ontvingen.

### Minderjarige militair
- Edwin Gordon Atkinson, soldaat bij de Durham Light Infantry was 17 jaar toen hij op 23 oktober 1916 sneuvelde.

### Aliassen
- korporaal Gabriel Davis diende onder het alias J. Robson bij het York and Lancaster Regiment.
- soldaat Mark Scott diende onder het alias A.H. Watson bij de Australian Infantry, A.I.F..
- soldaat James Barcroft diende onder het alias J. Bancroft bij de Australian Infantry, A.I.F..

### Gefusilleerde militair
- Wilfred Clarke, soldaat bij de Durham Light Infantry werd op 9 februari 1918 wegens desertie gefusilleerd.[2]